# Strategia błękitnego oceanu
Strategia błękitnego oceanu (ang. Blue Ocean Strategy) – koncepcja dotycząca wyboru rynków przez przedsiębiorstwa. 

## Opis
Autorami koncepcji są W. Chan Kim i Renée Mauborgne związani z francuską wyższą szkołą biznesu INSEAD. Została opisana w wydanej w 2005 roku książce pt. Blue Ocean Strategy. Strategia błękitnego oceanu jest przeciwwagą dla strategii czerwonego oceanu (czyli zajmowania tych rynków, które są już zagospodarowane).
Podstawą definicji „błękitnego oceanu” jest kreowanie przez przedsiębiorstwa wolnej i niezagospodarowanej jeszcze przestrzeni rynkowej. Dzięki temu konkurencja przestaje być istotna oraz przedsiębiorstwa wykorzystują w pełni innowacyjność do kształtowania swojej pozycji. Istotą tej strategii jest innowacja wartości, której celem jest koncentrowanie się na wytwarzaniu nowych wartości dla klientów i własnego przedsiębiorstwa.

## Zasady strategii błękitnego oceanu
Można wyróżnić sześć głównych zasad strategii błękitnego oceanu:
- Rekonstrukcja, zmiana granic dotychczasowego rynku;
- Skoncentrowanie się na szerokiej i długofalowej wizji działania, a nie wyłącznie na wskaźnikach strategicznych i operacyjnych;
- Szukanie możliwości poza granicami istniejącego popytu rynkowego;
- Realizacja strategii według ustalonej kolejności;
- Poszukiwanie sposobów na pokonywanie przeszkód organizacyjnych, związanych z wdrażaniem strategii;
- Wbudowanie realizacji w całość strategii.